# Comerica Bank Challenger 2006
Il Comerica Bank Challenger 2006 è stato un torneo di tennis facente parte della categoria ATP Challenger Series nell'ambito dell'ATP Challenger Series 2006. Il torneo si è giocato a Aptos negli Stati Uniti dal 17 al 23 luglio 2006 su campi in cemento.

## Vincitori

### Singolare
Alex Kuznetsov ha battuto in finale  Gō Soeda con il punteggio di 6–1, 7–6(4)

### Doppio
Prakash Amritraj /  Rohan Bopanna hanno battuto in finale  Rajeev Ram /  Todd Widom con il punteggio di 3–6, 6–2, [10–6]